# Urraca von Portugal

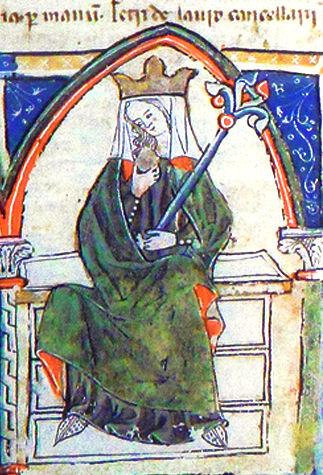
Mittelalterliche Miniatur der Urraca von Portugal

Urraca von Portugal (* 1148 oder 1151 in Coímbra; † nach 1211) war eine Infantin von Portugal und durch ihre Heirat mit König Ferdinand II. von León Königsgemahlin des Königreichs León. Sie war die Tochter von Alfons I. von Portugal, dem ersten König von Portugal, und seiner Gemahlin, Königin Mathilde von Savoyen. Sie war die Mutter von König Alfons IX. von León und Großmutter von Ferdinand III. von Kastilien (Ferdinand der Heilige), dem König von Kastilien und León.

## Leben
Urraca wurde um 1150 als erste Tochter von Alfons I. von Portugal und Mathilde von Savoyen in Coimbra geboren. Vor ihrer Geburt hatten ihre Eltern einen Sohn, Heinrich, der sehr jung im Alter von 10 Jahren starb. Üblicherweise wurden die Erstgeborenen nach den Großeltern väterlicherseits (hier Heinrich von Burgund) und die Zweitgeborenen nach denen mütterlicherseits benannt. Abweichend davon erhielt Urraca den Namen ihrer Tante Urraca Henriques bzw. Großtante Urraca väterlicherseits.
Im Mai oder Juni 1165 heiratete sie König Ferdinand II. von León, den Sohn von Alfons VII. von León und dessen Gemahlin Berenguela von Barcelona. Urraca war die erste Prinzessin des Königreichs Portugal, die ein Mitglied der königlichen Familie von León heiratete.
Am 15. August 1171 wurde in Zamora der einzige Sohn des Paares, Alfons, geboren.
Im Jahr 1171 oder 1172 wurde der Ehe durch Papst Alexander III. der Dispens verweigert, der zur Eheschließung notwendig gewesen wäre, da Ferdinand und Urraca als Urenkel von Alfons VI. Cousins zweiten Grades waren. Die Ehe wurde annulliert und das Paar zur Trennung gezwungen. Ferdinand heiratete noch zweimal; die erste Ehe blieb kinderlos. Die dritte Frau Urraca Lopes, Ferdinands Mätresse, versuchte aufgrund der Annullierung die Legitimität von Alfons als Erben zugunsten des eigenen Sohnes letztlich erfolglos in Frage zu stellen.
Nach der Annullierung der Ehe trat Urraca dem Johanniterorden bei und zog sich auf die bei der Hochzeit an sie gegebenen Ländereien bei Zamora zurück. Später lebte sie im Kloster des Johanniterordens Santa María in Wamba  in der heutigen Provinz Valladolid.
Am 25. Mai 1176 stiftete Urraca dem Johanniterorden Ländereien und Siedlungen, wahrscheinlich im Zusammenhang mit ihrem Eintritt in den Orden. Diese Ländereien schlossen unter anderem Castroverde de Campos und Mansilla Mayor in León und Salas und San Andrés in Asturien ein.
Sie war 1188 bei der Krönung ihres Sohnes Alfons IX. anwesend, der nach dem Tod seines Vaters am 22. Januar 1188 den Thron erbte, und bestätigte im selben Jahr, am 4. Mai 1188, die Privilegien, die der verstorbene König dem Santiagoorden gewährt hatte.
Ihre Anwesenheit wird zum letzten Mal in mittelalterlichen Urkunden im Jahr 1211 registriert, als sie das Dorf Castrotorafe, das sie ebenfalls 1165 von ihrem Mann als Hochzeitsgeschenk erhalten hatte, der Kathedrale von Zamora schenkte.
Nach ihrem Tod wurde sie im Kloster Santa María in Wamba beigesetzt. Im Inneren der Kirche befindet sich die sogenannte „Königinkapelle“, in der nach dem Tod der Königin ein Epitaph angebracht ist, aus dem hervorgeht, dass Urraca von Portugal in der Kirche begraben wurde.
Judy Chicago widmete ihr eine Inschrift auf den dreieckigen Bodenfliesen des Heritage Floor ihrer Installation The Dinner Party. Die mit dem Namen Urraca beschrifteten Porzellanfliesen sind dem Platz mit dem Gedeck für Trota zugeordnet.

## Nachkommen
- Alfons IX. von León (1171–1230), getauft in der Kathedrale von Zamora, folgte seinem Vater nach dessen Tod auf dem Thron von León.